# Eric Is Here
Eric Is Here je studijski album britanskog rock sastava Eric Burdon & The Animals, koji je objavljen u ožujku 1967. godine, od izdavačke kuće MGM.
Album izlazi u vrijeme kada se originalna postava The Animalsa raspala, a nova pod imenom Eric Burdon & The Animals osnovala. Eric Is Here obilježili su Eric Burdon i bubnjar Barry Jenkins. Snimili su razna dijela pop skladatelja uz pratnju orkestra i nekih bivših članova Animalsa. 
Skladba "Help Me Girl" postala je manji hit singl, dostigavši broj 29 na američkoj top ljestvici pop singlova. U Velikoj Britaniji, "Help Me Girl" objavljena je kao singl albuma (b strana sadrži skladbu "See See Rider"), te je dospjela na broj 14 top ljestvica.

## Popis pjesama

### Strana prva
1. "In The Night" 2:28
2. "Mama Told Me Not to Come" (Randy Newman) 2:15
3. "I Think It's Gonna Rain Today" (Randy Newman) 2:01
4. "This Side Of Goodbye" 3:24
5. "That Ain't Where It's At" 2:58
6. "True Love (Comes Only Once In A Lifetime)" 2:33

### Strana druga
1. "Help Me Girl" (Scott English, Larry Weiss) 2:39
2. "Wait Till Next Year" (Randy Newman) 2:15
3. "Losin' Control" 2:45
4. "It's Not Easy" 3:07
5. "The Biggest Bundle Of Them All" 2:11
6. "It's Been A Long Time Comin'" 2:42

## Izvođači
- Benny Golson — aranžer, dirigent
- Horace Ott — aranžer, dirigent
- Bill McMeehan — aranžer